# Comuna de Kobylin-Borzymy
Kobylin-Borzymy (polaco: Gmina Kobylin-Borzymy) é uma gminy (comuna) na Polónia, na voivodia de Podláquia e no condado de Wysokomazowiecki. A sede do condado é a cidade de Kobylin-Borzymy.
De acordo com os censos de 2004, a comuna tem 3675 habitantes, com uma densidade 30,7 hab/km².

## Área
Estende-se por uma área de 119,6 km², incluindo:
- área agricola: 74%
- área florestal: 19%

## Demografia
Dados de 30 de Junho 2004:
|                      | Total   | Total | Mulheres | Mulheres | Homens  | Homens |
| -------------------- | ------- | ----- | -------- | -------- | ------- | ------ |
|                      | pessoas | %     | pessoas  | %        | pessoas | %      |
| População            | 3675    | 100   | 1792     | 48,8     | 1883    | 51,2   |
| Densidade (pop./km²) | 30,7    | 100   | 15       | 15       | 15,7    | 15,7   |

De acordo com dados de 2002, o rendimento médio per capita ascendia a 1300,3 zł.

## Comunas vizinhas
- Choroszcz, Kulesze Kościelne, Rutki, Sokoły, Tykocin, Zawady